# Berber-Streifengrasmaus
Die Berber-Streifengrasmaus (Lemniscomys barbarus), auch Vielstreifengrasmaus genannt, ist eine von elf Arten der Streifengrasmäuse, die in Afrika nördlich der Sahara in Marokko, Algerien und Tunesien heimisch ist. Die Tiere bewohnen trockene Savannen- und Halbwüstenlandschaften. Von L. barbarus existieren sieben Unterarten.

## Beschreibung

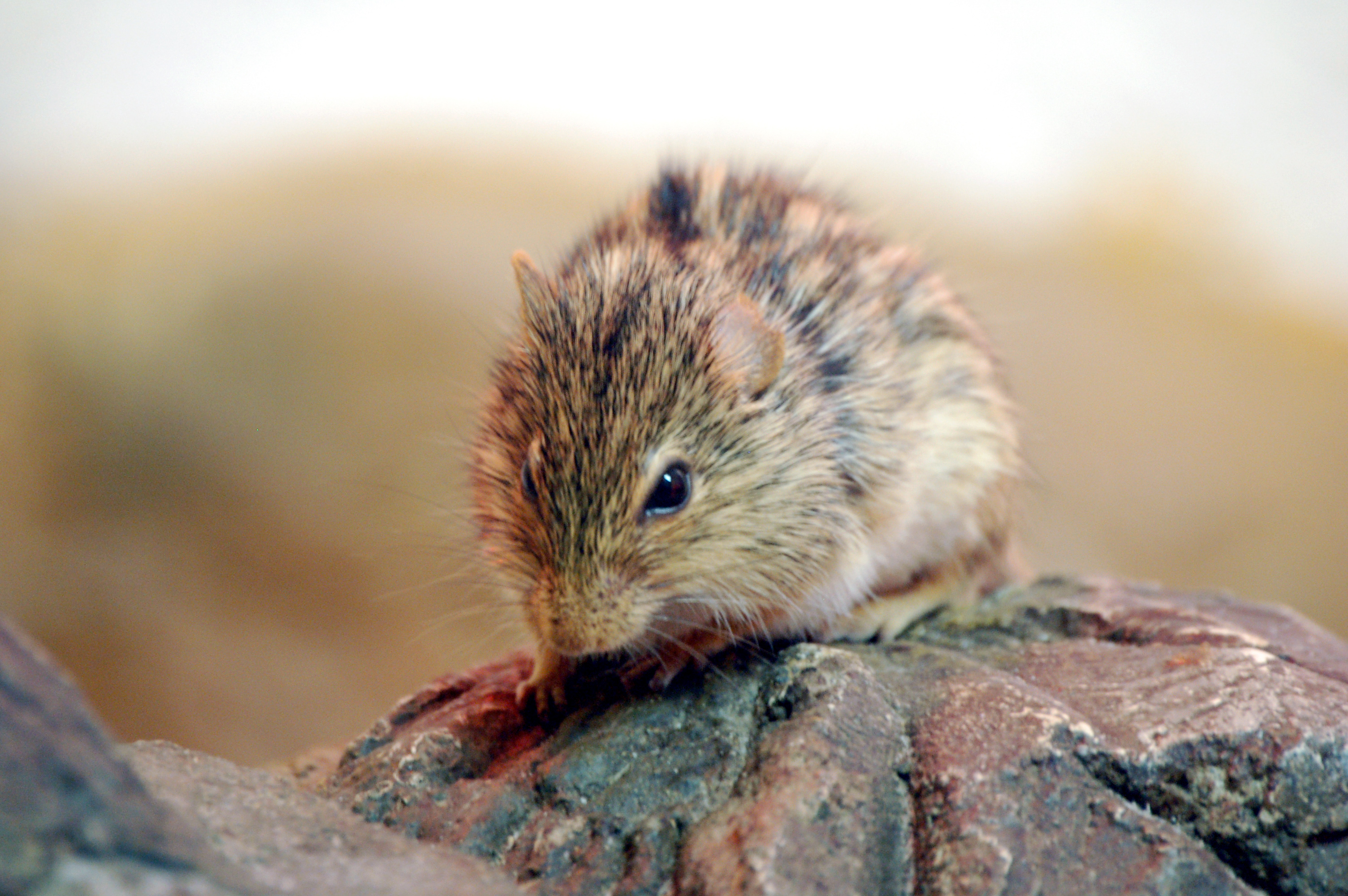
Berber-Streifengrasmaus

Innerhalb ihrer Gattung gehören die Berber-Streifengrasmäuse zu den zierlicheren Tieren. Sie erreichen eine Körpergröße von 8–12 Zentimetern. Hinzu kommt der Schwanz mit etwa gleicher Länge. Das Gewicht beträgt zwischen 30 und 65 Gramm.
Berber-Streifengrasmäuse sind tag- und dämmerungsaktive Tiere. In freier Wildbahn werden sie im Durchschnitt selten älter als sechs Monate, wohingegen in Gefangenschaft ein Alter von ungefähr drei Jahren erreicht werden kann. Das Fell der Tiere ist längs gestreift. Berber-Streifengrasmäuse sind gesellig und leben in Großfamilien. Ihre kugelförmigen Wohnnester bauen sie selbst aus Grashalmen und Grasblättern, den Eingang verschließen sie mit Gras.
Männliche Berber-Streifengrasmäuse werden im Alter von zehn Wochen geschlechtsreif, die weiblichen Tiere hingegen erst nach fünf bis sechs Monaten. Nach einer Tragzeit von 21–28 Tagen werden 4–5 Junge pro Wurf geboren.